# Werner Voss
Werner Voss (Krefeld, Német Birodalom, 1897. április 13. – Nyugat-Belgium, 1917. szeptember 23.) 48 légi győzelmet elért német ászpilóta, az első világháború 4. legjobb német vadászgép pilótája volt Josef Carl Peter Jacobsszal közösen.

## Élete és katonai karrierje
1897. április 13-án született Krefeldben, a Német Birodalomban. 1914-ben, 17 éves korában jelentkezett a 2. Vesztfáliai huszárezredbe, majd a keleti fronton szolgált. Ez után nem sokkal áthelyezték krefeldi Egelsberg-repülőtérre, a Német Légi Szolgálat kiképzőközpontjába.

### Pilótaként

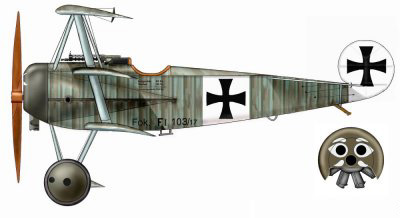
Werner Voss, három fedelű, Fokker F.I-se

Vossról hamar kiderült, hogy nagyon bátor és tehetséges pilóta és nem sokkal a vizsga elvégzése után már repülőoktatóként tevékenykedett, majd frontszolgálatra küldték. Először megfigyelésre vezényelték, majd engedték repülni is. Ezek után az ekkor Oswald Boelcke parancsnoksága alatt álló Jasta 2-höz helyezték, ahol Manfred von Richthofen kísérője lett. Az első légi győzelmére 18 évesen tett szert, 1916. november 27-én, majd még aznap még egy győzelmet szerzett. 1916 decemberében újabb győzelmet ért el. 1917 februárjában további nyolc, márciusban tizenegy igazolt légi győzelmet tudhatott magáénak. Májusban a Jasta 5-höz került, aminek a parancsnoka lett. Itt további hat légi győzelmet ért el, majd a Jasta 9 parancsnoka lett. A Jasta 9 után a Jasta 14 parancsnoki tisztségét, majd a szövetségesek által csak „repülő cirkusz”-nak nevezett Jasta 10 parancsnoki posztját töltötte be. Ebben az időben tesztelte Anthony Fokker egyik új konstrukcióját, a Fokker F.I-et, amely pontosan illett a jelleméhez. Evvel a géppel 10 légi győzelmet ért el. Ekkor festetett a gépe motorburkolatára a ma már legendás japán papírsárkányokról származó motívumot (két szem, szemöldök és bajusz). 1917. június 6-án egy angol pilótával vívott párbajban súlyosan megsérült, de gyorsan begyógyultak a sebei és visszakerült a frontra.

#### Legendás, végső bevetése
1917. szeptember 23-án Voss már eltávozáson volt, de mivel még volt ideje és felszállásra készen állt a Fokker F. I-es gépe, úgy döntött, hogy aznap még egyszer felszáll. Az volt a célja, hogy behozza hátrányát Manfred von Richthofennel szemben, akinek ekkor 51 lelőtt gépe volt és Voss azt gondolta, hogy ezt viszonylag könnyen behozhatná. Egyedül szállt fel, délutáni bevetésre, és összetalálkozott az angol 60. repülőszázad néhány Royal Aircraft Factory S.E.5 típusú gépével. Annak ellenére, hogy a légi harcban egyedül állt velük szemben (bár a légiharc egy kis részében vele harcolt Carl Menckhoff, egy másik német ász is egy vörös orrú Albatrosszal), Werner Voss megtámadta a brit egységet és több találatot is mért rájuk. Voss azt remélte, hogy ha az egyik lezuhan, azt valószínűleg látják a földön harcoló német egységek. Sajnos viszont, Voss szerencsétlenségére, az 56. repülőszázad második, majd a harmadik hulláma is csatlakozott a küzdelemhez. Ez a század volt az egyik leghíresebb angol repülőszázad mind közül és pilótái nagy része mind ász volt. Voss nem tudta, hogy evvel a századdal kell szembenéznie. Ez a légiharc lett az egyik leglegendásabb az első világháborúban. A légi harc során Vossnak többször is lett volna esélye elmenekülni kelet felé, de elkapta a harc heve és tovább akart küzdeni. Így hát légi harc folytatását választotta. Biztos volt benne, hogy a kavarodásban még le tud szedni néhány gépet, aztán visszatér a repülőtérre. Az újonnan érkezett repülők megérkezésekor ezért támadást indított. Bár nem mindegyik gépet tudta eltalálni, kettőt sikerült visszavonulásra kényszerítenie, viszont az őt kísérő Carl Menckhoff gépét az angol gépek súlyosan megrongálták, ezért a német leszállásra kényszerült. Így Voss egyedül maradt a Brit Birodalom legjobb pilótái ellen. Az angol pilótákat James McCudden legendás angol ász vezette, aki naplójában így emlékezett meg a Voss-szal való csatáról:

| „                             | Mostanra a német triplán az alakzatunk közepén volt, fantasztikus volt látni, ahogy gépét repüli. Úgy látszott, hogy a pilóta mindannyiunkra egyszerre nyit tüzet, miközben másodjára is sikerült mögé kerülnöm. Egy másodpercre is nagyon nehéz volt mögötte maradni, mert olyan gyorsan mozgott és annyira kiszámíthatatlanul, hogy egyikünk sem tudott hosszabb ideig tüzelési helyzetben maradni. A triplán folyamatosan a hat S.E gépünk körül repült, amikor csak lehetőség adódott, rálőttünk. Egy alkalommal észrevettem, hogy a triplánra egyszerre legalább öt különböző gépből, azok mindkét géppuskájából felé mennek a nyomjelzők. | ” |
| – James T. B. McCudden őrnagy | |   |

Voss a gépe minden tulajdonságát felhasználta és így az összes ellenfelét folyamatosan kicselezte. Miután Voss és McCudden szemberepült egymással, Voss gépének jobb oldalát eltalálták egy másik ász, Reginald Hoidge lövései. Egy lövés a német pilóta jobb oldalát érte és áthatolt a tüdején. Voss valószínűleg elvesztette az eszméletét, mert lefelé süllyedt mikor a légi század egy újabb ásza, Arthur Rhys-Davids a gépe mögé repült és egy sorozatot leadva megadta a kegyelemdöfést. A Fokker belecsapódott a földbe és Voss hősi halált halt. A holttestét néhány helyi brit katona találta meg.

## Nyughelye
Vetélytársától, Richthofentől eltérően ő nem kapott díszes katonai temetést, a halálának helyén hantolták el a holttestét. Később, már a háború után tették át sírját a langemarki német katonai temetőbe, nagyjából 6 km-re Ypres-től, Belgiumban.

## Versengése Richthofennel
Amíg élt sokan azt állították róla, hogy ő az egyetlen pilóta aki be tudná hozni Richthofent. Ez még az ő életében nem is lehetett volna lehetetlen, mert halálakor a német ász csak három géppel vezetett Voss előtt. Ez a versengés vezette többek közt Vosst az utolsó, végső csatájába. Vetélytársa Richthofen egy évvel később halt meg.

## Személye a kultúrában
Több dokumentum filmet is forgattak az életéről és az utolsó légi harcáról. Ezen kívül néhány filmben szerepelt még a figurája, általában a "Vörös báró" mellett.
Legismertebb filmek:
- Vörös báró (1977)
- A Vörös báró (2008)